# KBS World TV
KBS World TV (korejsky KBS 월드TV) je jihokorejský placený televizní kanál, provozovaný společností Korean Broadcasting System pod službou KBS World, zaměřený na mezinárodní publikum mimo Jižní Koreu. Byl spuštěn 1. července 2003 a vysílá pořady v korejštině s titulky v angličtině, čínštině a malajštině.
Dále existují tři verze, které jsou provozovány dceřinými společnostmi KBS a je to japonská verze KBS World, provozovaná společností KBS Japan, indonéská verze KBS World, provozovaná společností OKTN a americká verze KBS World, provozovaná společností KBS America, která se zaměřuje na Korejce, žijící v Severní a Jižní Americe.

## Vysílání
Programy na KBS World pocházejí ze dvou jihokorejských televizních služeb KBS a to KBS1 a KBS2. KBS World poskytuje téměř všechny žánry programů, včetně zpráv, dramat, dokumentů a pořadů pro děti. Vysílání probíhá většinou v korejštině, ve všední dny se ovšem vysílá zpravodajský bulletin v angličtině - KBS World News Today, nebo další původní produkce, jako jsou The Three Colors of Korea.

## YouTube
KBS World má také YouTube kanál, na kterém lze sledovat díly vybraných dramat, zábavných pořadů a dokumentů s titulky. Zároveň na něm probíhá živé vysílání kanálu KBS Korea. YouTube kanál je dostupný v zemích, kde není jeho obsah zablokován kvůli autorským právům.